# Sophie Friederike von Thurn und Taxis

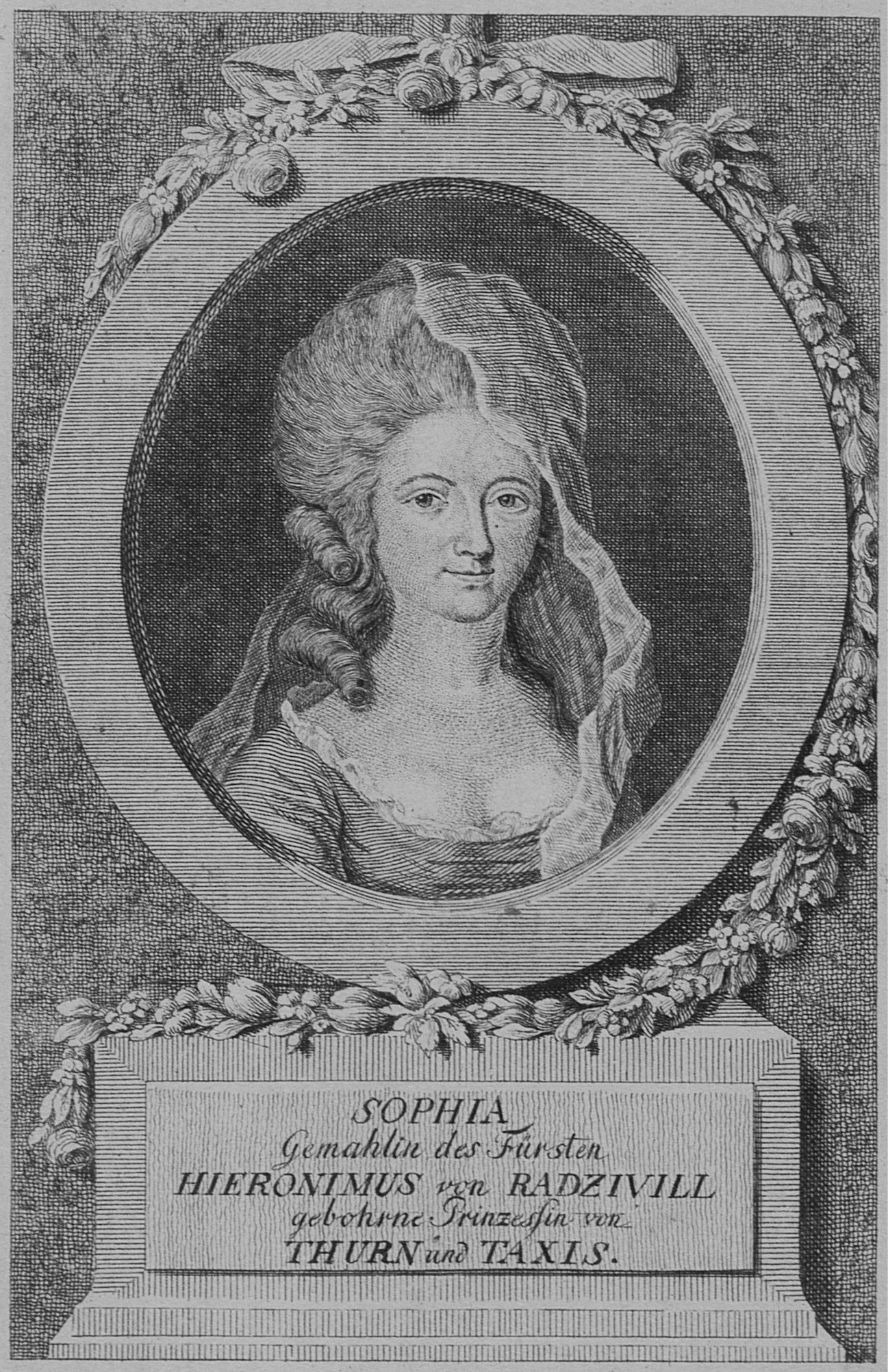
Sophie von Thurn und Taxis (1784)

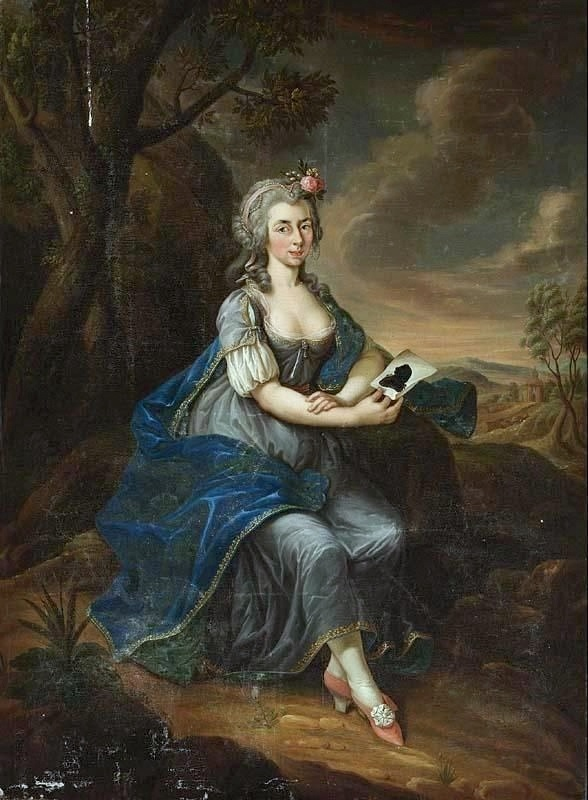
Sophie von Thurn und Taxis

Prinzessin Sophie Friederike Dorothea Henriette von Thurn und Taxis (* 20. Juli 1758 in Regensburg; † 31. Mai 1800) war eine deutsche Adlige aus dem Hause Thurn und Taxis.

## Leben
Ihre Eltern waren der Fürst Karl Anselm von Thurn und Taxis und dessen Ehefrau, seine Cousine Auguste von Württemberg. Sie heiratete am 31. Dezember 1775 in Regensburg den polnisch-litauischen Fürsten Hieronim Wincenty Radziwiłł, mit dem sie anschließend überwiegend auf dem Schloss der Familie in Biała Podlaska lebte. Über die Hintergründe der Trauung meldete eine Zeitung:

„Man sagt, der Prinz Carl von Radzivill werde seinem Bruder Hieronymus, so 18 Jahre alt ist, die ansehnliche Ländereyen, die er in Polen hat, und welche jährlich 200 000 Polnische Gulden einbringen, überlassen; dieser werde die Prinzeßinn Sophia, Tochter des Kaiserl. Herrn Principal-Commissarii zu Regensburg, Fürsten von Thurn und Taxis Hochfürstl. Durchlaucht, heyrathen, und zu dem Ende nächstens in Regensburg eintreffen, und nach vollzogener Vermählung mit seiner Gemahlin nach Italien reisen, und von da nach Polen zurückkehren.“

Zu den Höhepunkten der Hochzeitsfeierlichkeiten, die sich über mehrere Tage hinzogen, gehörte eine Aufführung des Singspiels Zemire und Azor in italienischer Übersetzung.
Für großes Aufsehen sorgte ihre Liaison mit dem Komponisten und Pianisten Jan Ladislav Dussek. Er war ab etwa 1782 Kapellmeister bei Radziwiłłs älterem Bruder, Fürst Karol Stanisław Radziwiłł, auf dem Schloss der Familie in Nieśwież. Am 17. Januar 1784 floh sie mit Dussek von dort über die preußische Grenze bis nach Tilsit. Karol Stanisław Radziwiłł berichtet darüber am 25. Januar einem Brief an König Stanislaus II.
Schließlich gelangte sie nach Königsberg, wo ihr Vater sie nach einigen Monaten abholte und vorübergehend nach Altona brachte, das damals zu Dänemark gehörte. Dort brachte sie am 13. Januar 1785 einen Knaben zur Welt, der den Namen Karol Anzelm erhielt, aber schon drei Tage nach der Geburt starb. Es wird angenommen, dass Dussek dessen Vater war. Als sie endlich wieder in Polen eintraf, kam es zu einer Aussöhnung mit ihrem Mann. Am 4. August 1786 gebar sie einen zweiten Sohn, bei dem es sich diesmal wahrscheinlich um ein legitimes Kind handelte. Ihr Mann strebte dennoch die Annullierung der Ehe an, was aber aufgrund seines bald darauf erfolgten Todes nicht mehr realisiert wurde.
In zweiter Ehe heiratete sie um 1795 den Fürsten André Kazanowski, in dritter Ehe um 1797 den Grafen Nikolaus Ostroróg.

## Familie
Mit ihrem ersten Mann, Hieronim Wincenty Radziwiłł, hatte sie den Sohn Dominik Hieronim Radziwiłł (* 4. August 1786 in Biała Podlaska; † 11. November 1813 in Lauterecken). Er starb bereits mit 27 Jahren an den Folgen seiner Verletzungen in der Schlacht bei Hanau.